# Filippo d'Assia
Filippo (Offenbach am Main, 6 novembre 1896 – Roma, 25 ottobre 1980) fu un principe tedesco e capo-casata dell'Assia-Kassel (in tedesco Philipp von Hessen-Kassel), successivamente dell'intera dinastia "d'Assia", nonché marito della principessa Mafalda di Savoia, figlia del re d'Italia Vittorio Emanuele III, morta nel campo di concentramento di Buchenwald.

## Biografia

### Infanzia
Discendente diretto da Guglielmo IV d'Assia-Kassel, fondatore del casato, Filippo era il terzogenito del langravio Federico Carlo d'Assia-Kassel e della principessa Margherita di Prussia. Suo nonno era l'imperatore Federico III di Germania.

### Prima guerra mondiale
Nella prima guerra mondiale fu tenente nel reggimento Dragoni d'Assia, combattendo in Belgio e in Ucraina. In quegli anni di guerra i suoi due fratelli maggiori morirono e lui divenne l'erede del casato.
Il padre nell'ottobre 1918 fu eletto Re di Finlandia, ma lo restò poche settimane e poi, finita la guerra, fu costretto ad abdicare. Filippo nel 1919 si arruolò nei Freikorps.

### Matrimonio
Lasciati gli studi in architettura nel 1923 si trasferì a Roma, come interior designer, frequentando l'aristocrazia romana. Il 23 settembre 1925 sposò a Racconigi, nel castello reale, Mafalda di Savoia, figlia di re Vittorio Emanuele III e della regina d'Italia Elena del Montenegro.

### Governatore dell'Assia e seconda guerra mondiale
Aderì nel 1930 al Partito Nazionalsocialista Tedesco dei Lavoratori. Dopo la nomina di Adolf Hitler come cancelliere tedesco il 30 gennaio 1933, in giugno Filippo fu nominato governatore della provincia d'Assia-Nassau. Con il successo elettorale del partito di Hitler, divenne anche un membro del Reichstag. Durante il suo soggiorno in Italia, fu un agente tedesco presso la corte dei Savoia, agendo come intermediario dei rapporti tra Mussolini e Hitler.
Con Hitler condivideva interessi comuni per l'arte e l'architettura. Organizzò l'acquisto di numerose opere d'arte importanti per il grande museo che Hitler stava progettando a Linz. A questo scopo, la Cancelleria del Reich creò per lui un conto speciale presso l'Ambasciata tedesca a Roma, di cui il Principe Philipp poteva disporre liberamente. Nel 1940/41, gli acquisti di opere d'arte tedesche in Italia aumentarono a tal punto che il governo fascista vietò la vendita di opere d'arte agli stranieri nel settembre 1941.
Ufficiale delle SS durante la seconda guerra mondiale, nell'aprile 1943 fu trasferito al quartier generale di Hitler, che emanò un mese dopo un atto che vietava ai nobili tedeschi cariche nel partito. L'arresto di Mussolini il 25 luglio da parte di re Vittorio Emanuele III rese la sua posizione ancora più difficile.
Arrestato dopo l'armistizio dell'8 settembre 1943, in quanto ritenuto da Hitler colpevole di aver preso parte, insieme al suocero Vittorio Emanuele III, alla congiura che aveva portato alla destituzione di Mussolini, fu internato nel campo di Flossenbürg. La principessa Mafalda fu invece deportata il 23 settembre e morì nel campo di concentramento di Buchenwald il 28 agosto 1944. Mentre gli alleati avanzavano in Germania nell'aprile 1945, Filippo fu portato al campo di concentramento di Dachau. Dopo soli dieci giorni, però, fu trasferito, insieme a circa 140 altri detenuti di spicco a Villabassa in Val Pusteria (Alto Adige), dove venne liberato dalle truppe alleate il 4 maggio 1945, presso il lago di Braies (Bolzano). A causa del suo precedente incarico di governatore d'Assia-Nassau, fu internato in un centro di detenzione degli alleati sull'isola di Capri, ma fu successivamente rilasciato.

### Capo della Casata d'Assia e morte
Il 28 maggio 1940, alla morte del padre, Federico Carlo, gli successe come capo della Casa elettorale d'Assia-Kassel, e successivamente, il 30 maggio 1968, alla scomparsa del lontano cugino, Luigi d'Assia-Darmstadt, granduca titolare d'Assia e del Reno e Capo della dinastia d'Assia ducale, il quale aveva adottato Filippo, egli gli successe anche come capo di quest'ultima, unificando così l'intera Casa d'Assia, divisa dal 1567.
Filippo d'Assia morì a Roma nel 1980. Fu sepolto nella cappella del Castello di Kronberg, a Kronberg im Taunus.
Secondo il suo biografo, lo storico statunitense Jonathan Petropoulos, Filippo d'Assia sarebbe stato quantomeno bisessuale, e tra i suoi svariati amanti ci sarebbe stato anche il poeta inglese Siegfried Sassoon.

## Discendenza
Dal matrimonio tra il principe Filippo e la principessa Mafalda di Savoia nacquero quattro figli:
- Maurizio (1926-2013);
- Enrico (1927-1999), pittore;
- Ottone (1937-1998), archeologo e docente universitario;
- Elisabetta (1940).

## Titoli e trattamento
- 6 novembre 1896 - 9 novembre 1918: Sua Altezza, il principe Filippo d'Assia Kassel
- 9 novembre 1918 - 28 maggio 1940: Sua Altezza, Filippo, langravio d'Assia Kassel[5]
- 30 maggio 1968 - 25 ottobre 1980: Sua Altezza Reale, Filippo, principe e langravio d'Assia[5]

## Ascendenza
|                                             |                         |                                                       | Genitori                                              |  |  | Nonni |  |  | Bisnonni                           |  |  | Trisnonni                         |  |
|                                             |                         |                                                       |                                                       |  |  |       |  |  | Langravio Guglielmo d'Assia-Kassel |  |  | Langravio Federico d'Assia-Kassel |  |
|                                             |                         |                                                       |                                                       |  |  |       |  |  | Langravio Guglielmo d'Assia-Kassel |  |  | Langravio Federico d'Assia-Kassel |  |
|                                             |                         | Principessa Carolina di Nassau-Usingen                |                                                       |  |  |       |  |  | Langravio Guglielmo d'Assia-Kassel |  |  |                                   |  |
| Langravio Federico Guglielmo d'Assia-Kassel |                         |                                                       |                                                       |  |  |       |  |  | Langravio Guglielmo d'Assia-Kassel |  |  |                                   |  |
|                                             |                         | Principessa Luisa Carlotta di Danimarca               | Federico, Principe Ereditario di Danimarca e Norvegia |  |  |       |  |  |                                    |  |  |                                   |  |
|                                             |                         | Principessa Luisa Carlotta di Danimarca               | Federico, Principe Ereditario di Danimarca e Norvegia |  |  |       |  |  |                                    |  |  |                                   |  |
|                                             |                         | Principessa Luisa Carlotta di Danimarca               | Duchessa Sofia Federica di Meclemburgo-Schwerin       |  |  |       |  |  |                                    |  |  |                                   |  |
| Federico Carlo, Langravio d'Assia           |                         | Principessa Luisa Carlotta di Danimarca               |                                                       |  |  |       |  |  |                                    |  |  |                                   |  |
|                                             |                         | Principe Carlo di Prussia                             | Federico Guglielmo III di Prussia                     |  |  |       |  |  |                                    |  |  |                                   |  |
|                                             |                         | Principe Carlo di Prussia                             | Federico Guglielmo III di Prussia                     |  |  |       |  |  |                                    |  |  |                                   |  |
|                                             |                         | Principe Carlo di Prussia                             | Duchessa Luisa di Meclemburgo-Strelitz                |  |  |       |  |  |                                    |  |  |                                   |  |
| Anna di Prussia                             |                         | Principe Carlo di Prussia                             |                                                       |  |  |       |  |  |                                    |  |  |                                   |  |
|                                             |                         | Principessa Maria di Sassonia-Weimar-Eisenach         | Carlo Federico, Granduca di Sassonia-Weimar-Eisenach  |  |  |       |  |  |                                    |  |  |                                   |  |
|                                             |                         | Principessa Maria di Sassonia-Weimar-Eisenach         | Carlo Federico, Granduca di Sassonia-Weimar-Eisenach  |  |  |       |  |  |                                    |  |  |                                   |  |
|                                             |                         | Principessa Maria di Sassonia-Weimar-Eisenach         | Granduchessa Marija Pavlovna di Russia                |  |  |       |  |  |                                    |  |  |                                   |  |
| Filippo d'Assia                             |                         | Principessa Maria di Sassonia-Weimar-Eisenach         |                                                       |  |  |       |  |  |                                    |  |  |                                   |  |
|                                             | Guglielmo I di Germania | Federico Guglielmo III di Prussia                     |                                                       |  |  |       |  |  |                                    |  |  |                                   |  |
|                                             | Guglielmo I di Germania | Federico Guglielmo III di Prussia                     |                                                       |  |  |       |  |  |                                    |  |  |                                   |  |
|                                             | Guglielmo I di Germania | Duchessa Luisa di Meclemburgo-Strelitz                |                                                       |  |  |       |  |  |                                    |  |  |                                   |  |
| Federico III di Germania                    | Guglielmo I di Germania |                                                       |                                                       |  |  |       |  |  |                                    |  |  |                                   |  |
|                                             |                         | Principessa Augusta di Sassonia-Weimar                | Carlo Federico, Granduca di Sassonia-Weimar-Eisenach  |  |  |       |  |  |                                    |  |  |                                   |  |
|                                             |                         | Principessa Augusta di Sassonia-Weimar                | Carlo Federico, Granduca di Sassonia-Weimar-Eisenach  |  |  |       |  |  |                                    |  |  |                                   |  |
|                                             |                         | Principessa Augusta di Sassonia-Weimar                | Granduchessa Marija Pavlovna di Russia                |  |  |       |  |  |                                    |  |  |                                   |  |
| Principessa Margherita di Prussia           |                         | Principessa Augusta di Sassonia-Weimar                |                                                       |  |  |       |  |  |                                    |  |  |                                   |  |
|                                             |                         | Alberto di Sassonia-Coburgo e Gotha Principe Consorte | Ernesto I, Duca di Sassonia-Coburgo e Gotha           |  |  |       |  |  |                                    |  |  |                                   |  |
|                                             |                         | Alberto di Sassonia-Coburgo e Gotha Principe Consorte | Ernesto I, Duca di Sassonia-Coburgo e Gotha           |  |  |       |  |  |                                    |  |  |                                   |  |
|                                             |                         | Alberto di Sassonia-Coburgo e Gotha Principe Consorte | Principessa Luisa di Sassonia-Gotha-Altenburg         |  |  |       |  |  |                                    |  |  |                                   |  |
| Vittoria, Principessa Reale del Regno Unito |                         | Alberto di Sassonia-Coburgo e Gotha Principe Consorte |                                                       |  |  |       |  |  |                                    |  |  |                                   |  |
|                                             |                         | Vittoria del Regno Unito                              | Principe Edoardo, Duca di Kent                        |  |  |       |  |  |                                    |  |  |                                   |  |
|                                             |                         | Vittoria del Regno Unito                              | Principe Edoardo, Duca di Kent                        |  |  |       |  |  |                                    |  |  |                                   |  |
|                                             |                         | Vittoria del Regno Unito                              | Principessa Vittoria di Sassonia-Coburgo-Saalfeld     |  |  |       |  |  |                                    |  |  |                                   |  |
|                                             |                         | Vittoria del Regno Unito                              |                                                       |  |  |       |  |  |                                    |  |  |                                   |  |